# Roswell (Géorgie)
Pour les articles homonymes, voir Roswell.
Roswell est une ville située dans le nord du comté de Fulton, en Géorgie. Il s'agit d'une banlieue aisée situé au nord de la capitale de l'État d'Atlanta. Roswell est la huitième plus grande ville de Géorgie avec une population de 88 346 selon le recensement de 2010 des États-Unis,.

## Histoire

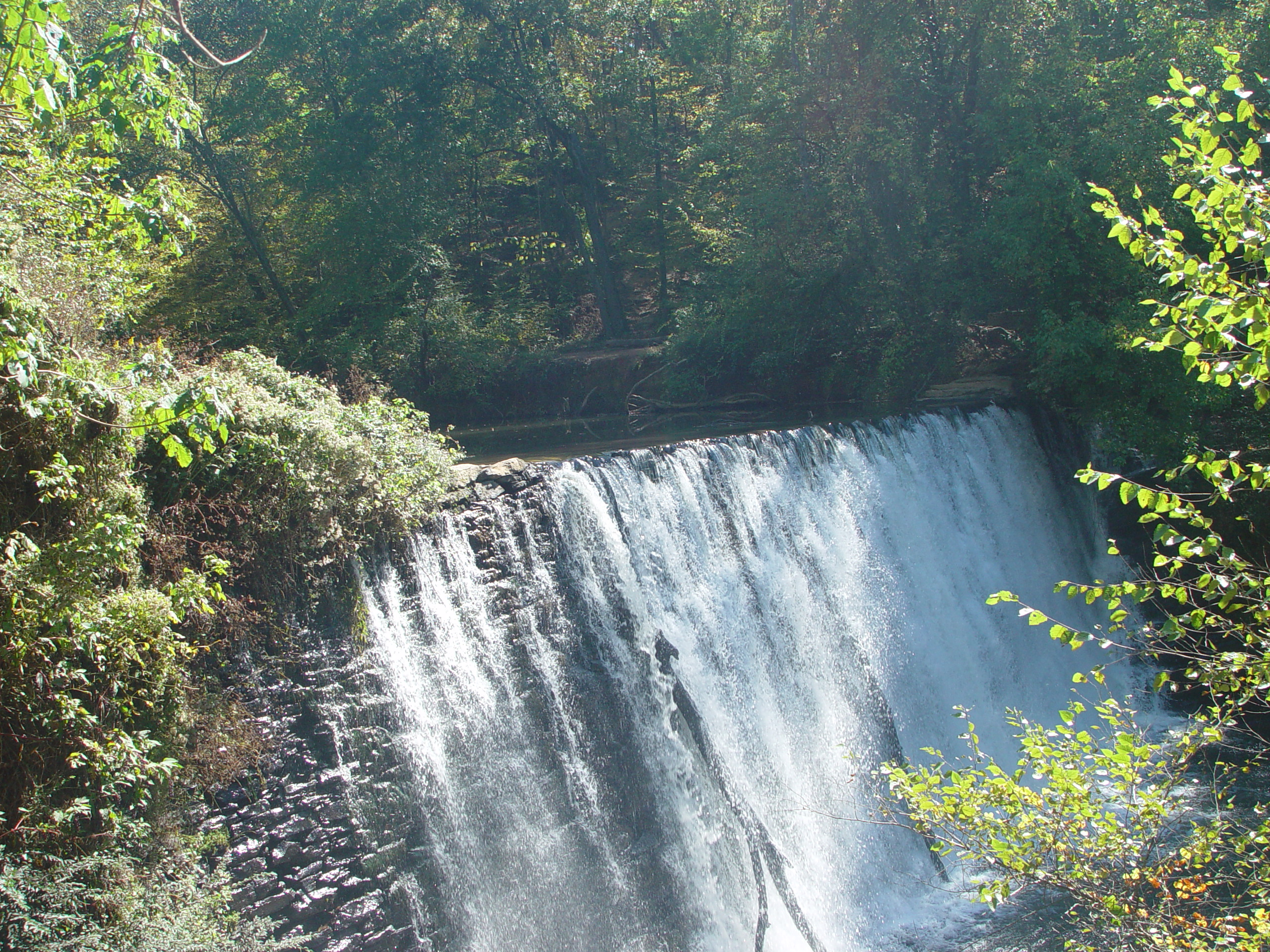
Vickery (Big) Creek Dam

En 1830, lors d'un voyage au nord de la Géorgie, Roswell King a traversé la région de ce qui est maintenant Roswell et a observé le grand potentiel pour la construction d'une filature de coton le long du ruisseau Vickery. La terre ayant été considérée bonne pour les plantations, son idée était de mettre la transformation du coton près de la production de coton.
Vers le milieu des années 1830, King revint pour construire un moulin qui allait bientôt devenir le plus grand d'Amérique du Nord. Il a apporté avec lui 36 esclaves africains de sa propre plantation côtière, ainsi que 42 autres esclaves qualifiés comme charpentiers, achetés à Savannah pour construire les usines. Les esclaves ont construit les moulins, les infrastructures, les maisons, les appartements des employés d'usines et des bâtiments de soutien pour la nouvelle ville.

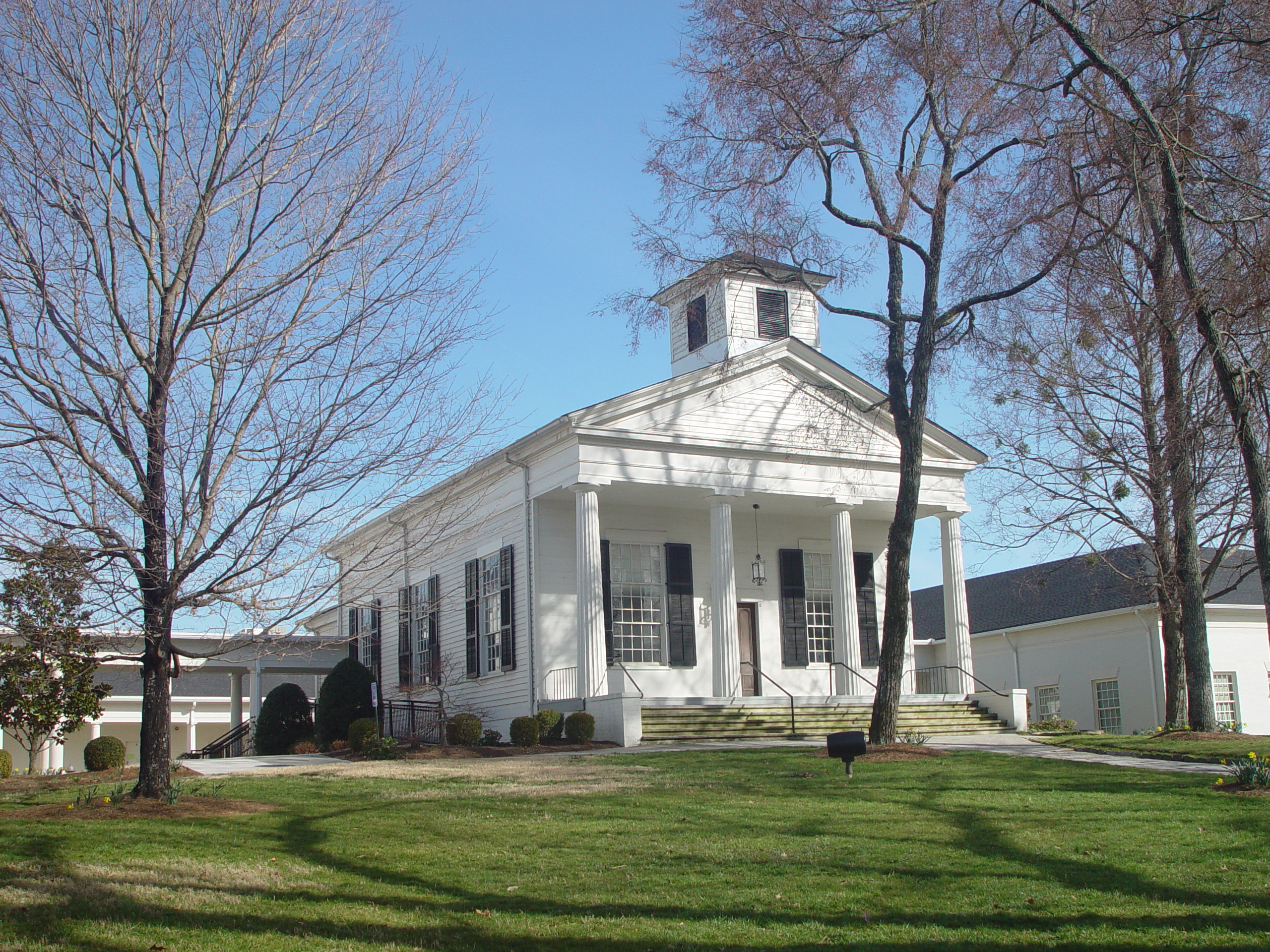
L'ancienne église presbytérienne Roswell, construit en 1839.

King a invité des investisseurs de la côte à le rejoindre à son nouvel emplacement. Il a également été rejoint par Barrington King, un de ses fils, qui lui succéda dans l'entreprise de fabrication. Archibald Smith était l'un des planteurs qui a émigré pour y établir une nouvelle plantation et apporte également des esclaves afro-américains venus des régions côtières.
Le Barrington Hall (la maison de Barrington King), la Smith Plantation (la maison d'Archibald Smith) et la Bulloch Hall (la maison d'enfance de la mère du président Theodore Roosevelt) ont été préservés et restaurés. Ces bâtiments sont maintenant ouverts au public. Selon le recensement des esclaves de 1850, le Barrington King détenait 70 esclaves. La moitié de ces esclaves avaient moins de 10 ans. Ces esclaves travaillaient dans la maison de Barrington King, qui "louait" certains de ses esclaves mâles adultes à la Société de fabrication de Roswell.

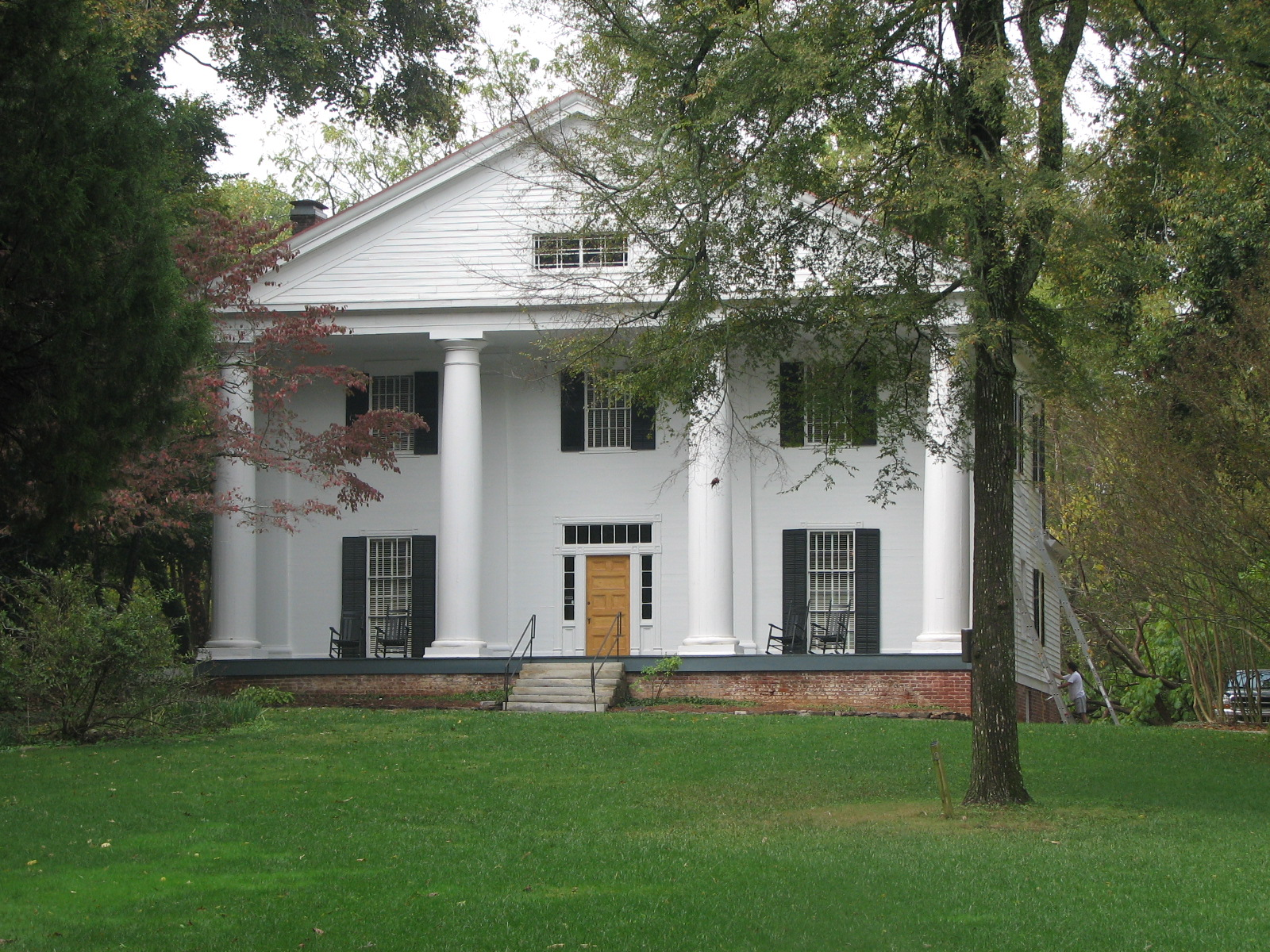
Bulloch Hall, construit en 1839.

La région de Roswell faisait partie du comté de Cobb, en Géorgie, et le siège du comté de Marietta était à quatre heures de cheval à l'ouest. Comme les habitants de Roswell souhaitaient un gouvernement local, ils ont soumis une ville charte pour l'incorporation à l'Assemblée générale de la Géorgie . La charte a été approuvée le 16 février 1854.
À l'époque de la guerre de Sécession, les filatures de coton emploient plus de 400 personnes, principalement des femmes. Étant donné les types de peuplement dans le Piémont, l'usine a augmenté sa production grâce à l’augmentation des personnes vivant dans la région.
Pendant la guerre de Sécession, la ville a été capturée par les forces de l'Union sous la direction du général Kenner Garrard. Il s'agissait d'une tactique commune pour perturber l'économie dans le Sud. Le moulin a été brûlé, mais les autres maisons ont été épargnées. Les ruines du moulin peut encore être observées à 30 pieds (9,1 m) du barrage. La plupart des biens de la ville ont été confisqués par les forces de l'Union. Les grandes familles avaient quitté la ville pour aller dans des endroits plus sûrs, bien avant l'invasion fédérale, tandis que certains esclaves ont pu échapper aux lignes de l'Union.

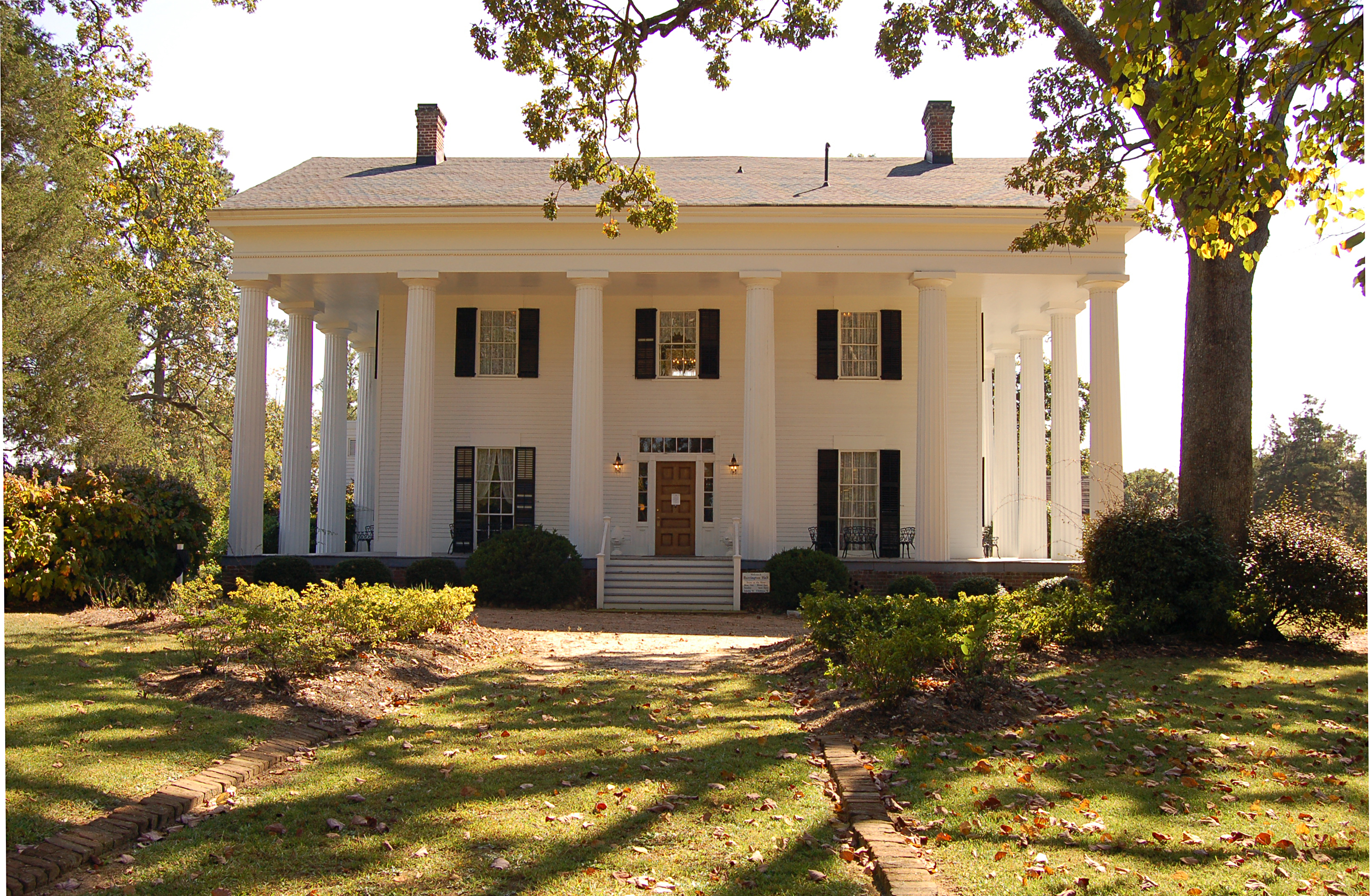
Barrington Hall, construit en 1842.

Après la guerre, Barrington King a reconstruit les usines et a repris la production. Alors que de nombreux affranchis sont restés dans la région pour travailler dans les plantations ou dans la ville, d'autres ont migré à Atlanta et Fulton County, à la recherche de nouvelles opportunités. Le Sud a subi une dépression agricole résultant des effets de la guerre et des changements des conditions de travail.
Selon les recensements, la population de comté de Cobb a légèrement diminué de 14 242 en 1860 à 13 814 en 1870. La proportion d'Afro-Américains a diminué de 27 % à 23 %. Les effets de la spectaculaire migration afro-américaine peuvent être observés par l'augmentation des esclaves du comté de Fulton de 20,5 % en 1860 à 45,7 % en 1870.
À la fin de l'année 1931, les États-Unis étaient en plein milieu de la Grande Dépression. Afin de faciliter la fusion, Roswell a été cédée par le comté de Cobb à Fulton. Les comtés voisins de Cherokee et Gwinnett ont également été cédés à Fulton, ce qui conduisit à une section élargie au nord du comté de Fulton.
Roswell est aujourd'hui l'une des plus grandes villes de l'État, sa population a augmenté régulièrement au cours des 15 dernières années. Jere Wood, un républicain, est maire de Roswell depuis 1997.

## Géographie
Roswell est situé à 34° 02′ 02″ N, 84° 20′ 39″ O.
Selon le Bureau du recensement des États-Unis, la ville a une superficie totale de 100 km2, dont 98 km2 de terre et 1,53 % d'eau.

### Caractéristiques géographiques
- Big Creek
- Bull Sluice Lake
- Chattahoochee
- Morgan Falls Dam
- Johns Creek
- Crooked Creek
- Audery Mill Creek

### Principales routes
- State Route 9
- State Route 92
- State Route 120
- State Route 140
- State Route 400

### Climat[4]

#### Coutumier
| Mois               | Janvier | Février | Mars | Avril | Mai  | Juin | Juillet | Août | Septembre | Octobre | Novembre | Décembre | Année |
| ------------------ | ------- | ------- | ---- | ----- | ---- | ---- | ------- | ---- | --------- | ------- | -------- | -------- | ----- |
| Haute moyenne (°F) | 49.0    | 53.8    | 62.8 | 71.5  | 78.2 | 84.6 | 87.3    | 86.7 | 81.2      | 71.8    | 62.6     | 53.0     | 70.2  |
| Basse moyenne (°F) | 27.0    | 29.4    | 36.4 | 44.2  | 53.0 | 60.9 | 65.1    | 64.6 | 58.6      | 45.6    | 37.3     | 30.3     | 46.0  |
| Maximale (in)      | 5.2     | 4.9     | 6.0  | 4.6   | 4.7  | 3.7  | 4.8     | 4.1  | 3.6       | 3.5     | 3.8      | 4.8      | 53.8  |

#### Métrique
| Mois               | Janvier | Février | Mars | Avril | Mai  | Juin | Juillet | Août | Septembre | Octobre | Novembre | Décembre | Année |
| ------------------ | ------- | ------- | ---- | ----- | ---- | ---- | ------- | ---- | --------- | ------- | -------- | -------- | ----- |
| Haute moyenne (°C) | 9.4     | 12.1    | 17.1 | 21.9  | 25.7 | 29.2 | 30.7    | 30.4 | 27.3      | 22.1    | 17.0     | 11.7     | 21.2  |
| Basse moyenne (°C) | -2.8    | -1.4    | 2.4  | 6.8   | 11.7 | 16.1 | 18.4    | 18.1 | 14.8      | 7.6     | 2.9      | -0.9     | 7.8   |
| Pluviométrie (mm)  | 132     | 124     | 152  | 117   | 119  | 94   | 122     | 104  | 91        | 89      | 97       | 122      | 1367  |

## Démographie
En 2010, Roswell avait une population de 88 346 habitants. La composition raciale et ethnique de la population était de 74,7 % de blancs, 11,7 % de noirs ou d'afro-américains, 1,5 % d'asiatiques d'origine indienne, 2,5 % d'autres pays asiatiques, 0,3 % d'amérindiens, 0,1 % de populations provenant des îles du Pacifique, de 6,6 % par une autre race et de 2,5 % par rapport deux courses ou plus. 16,6 % de la population était hispanique ou Latino de n'importe quelle origine.
Selon le recensement de 2000, il y avait 79 334 personnes, 30 207 ménages, et 20 933 familles résidant dans la ville. La densité de population était de 20 865 personnes pour 805,7 km2. Il y avait 31 300 unités réceptrices pour une densité moyenne de 317,9 km2.
Selon une estimation de 2007, le revenu médian pour un ménage dans la ville était 73 469 $, et le revenu médian pour une famille était de 103 698 $. Le revenu moyen des ménages était de 106 219 $ et le revenu moyen des familles était de 123 481 $. Le revenu par habitant de la ville était de 40 106 $. Environ 3,2 % des familles et 5,0 % de la population vit en dessous du seuil de pauvreté, dont 5,6 % de ceux âgés de 18 ans et 0,7 % de ceux âgés de 65 ans ou plus.
Revenu des ménages (2005)
| Revenu                | Pourcentage |
| --------------------- | ----------- |
| Moins de 14,999 $     | 3,9 %       |
| 15 000 $ – 34 999 $   | 17,8 %      |
| 35 000 $ – 74 999 $   | 32,2 %      |
| 75 000 $ – 99 999 $   | 11,8 %      |
| 100 000 $ – 149 999 $ | 14,3 %      |
| 150 000 $ – 199 999 $ | 8,6 %       |
| 200 000 $ +           | 11,4 %      |

Revenu des ménages (2005)
| Median                       | 84 595 $ |
| Par habitant                 | 37 667 $ |
| Moyen                        | 99 961 $ |
| Taille moyenne de la famille | 3.53     |
| Taille moyenne des familles  | 2.91     |

Valeur du logement médian de Roswell
| Année | Valeur    |
| ----- | --------- |
| 1990  | 143 497 $ |
| 2000  | 207 700 $ |
| 2005  | 299,000 $ |

Population par âge
| Âge         | Pourcentage |
| ----------- | ----------- |
| Moins de 5  | 6,8 %       |
| 5–9         | 7,9 %       |
| 10–19       | 12,7 %      |
| 20–29       | 9,8 %       |
| 30–39       | 19,4 %      |
| 40–49       | 17,2 %      |
| 50 -59      | 13,9 %      |
| 60–69       | 5,5 %       |
| 70 et plus  | 4,4 %       |
| Inconnu     | 2,4 %       |
| Âge médiant | 37,2        |

Population selon le sexe (2006)
| Sexe     | Pourcentage |
| -------- | ----------- |
| Masculin | 49,2 %      |
| Féminin  | 50,8 %      |

L'éducation
| Niveau                  | Pourcentage |
| ----------------------- | ----------- |
| Moins que le secondaire | 16,1 %      |
| Études secondaires      | 21,1 %      |
| Degré d'associé         | 43,9 %      |
| Baccalauréat            | 18,9 %      |

Race et origine ethnique
| Origine ethnique                          | Pourcentage |
| ----------------------------------------- | ----------- |
| Indien de l'Amérique, Inuit, des Aléoutes | 0,9 %       |
| Asiatique                                 | 4,4 %       |
| Noir                                      | 12,4 %      |
| Blanc                                     | 73,9 %      |
| Autre                                     | 6,3 %       |
| Hispanique                                | 14,8 %      |

CNN nommé Roswell no 76 pour sa liste des 100 meilleurs endroits où vivre aux États-Unis en 2010.
Nommée l'une des trois principales villes de la nation pour éduquer les familles. Roswell a été classé troisième dans le livre, des meilleurs endroits pour élever les familles, publiées par Frommer.
Le 30 octobre 2006, la ville de Roswell a été nommée le 18e ville la plus sûre des États-Unis par son classement pour la criminalité, un ouvrage de référence annuel de statistiques sur la criminalité et les classements publiés par Morgan Quitno presse. Roswell a été choisie parmi 371 villes.
| 1870 | 1880  | 1890  | 1900  | 1910  | 1920  |
| ---- | ----- | ----- | ----- | ----- | ----- |
| 479  | 1 180 | 1 138 | 1 329 | 1 158 | 1 227 |

| 1930  | 1940  | 1950  | 1960  | 1970  | 1980   |
| ----- | ----- | ----- | ----- | ----- | ------ |
| 1 432 | 1 622 | 2 123 | 2 983 | 5 430 | 23 337 |

| 1990   | 2000   | 2010   | - | - | - |
| ------ | ------ | ------ | - | - | - |
| 47 923 | 79 334 | 88 346 | - | - | - |

## Points d'intérêt

### Parcs et loisirs

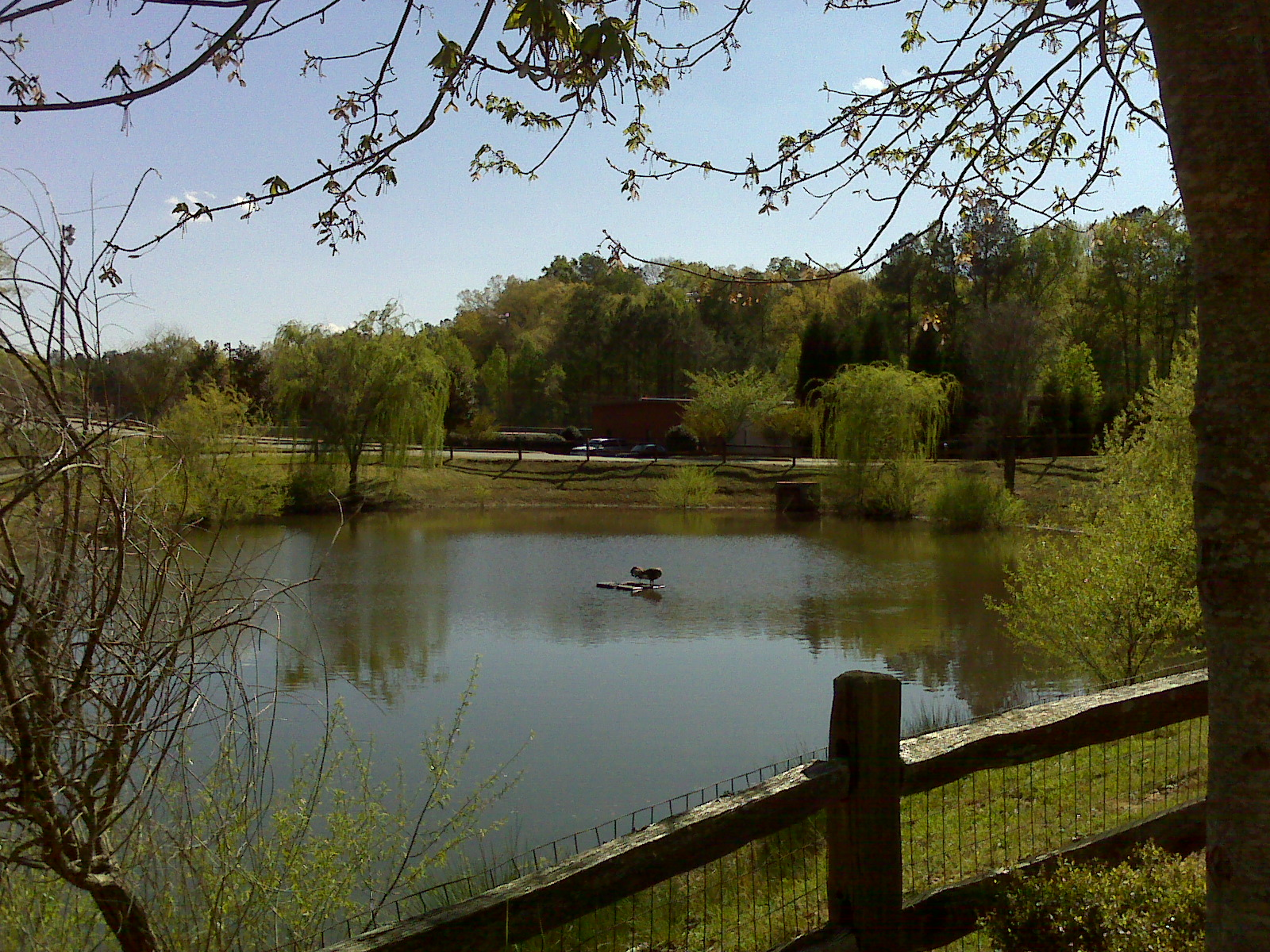
Pond at-Orient Roswell Park

Roswell dispose de 18 parcs avec 800 acres (3,2 km2) active et passive des parcs et des installations. Les objectifs du ministère sont de promouvoir un esprit communautaire et l'athlétisme chez les jeunes de Roswell en partenariat avec de nombreux moyenne locale et les écoles secondaires pour atteindre ses objectifs par des champs de pratique de prêt et les entraîneurs sportifs tout au long de l'année.
Une branche de la Zone rivière Chattahoochee National Recreation, une composante du réseau des parcs nationaux, est située à Roswell au Vickery Creek.

### festivals notables et des défilés
- Roswell Memorial Day Ceremony - Cérémonie du Jour du Souvenir plus grand en Géorgie
- Roswell Roots: Un Festival de l'histoire des Noirs et de la Culture (février)
- Roswell Criterium Bicycle Race and Historic Roswell Kiwanis Kids Bike Safety Rodeo (mai)
- Roswell Magnolia Storytelling Festival (juin)
- Riverside Sounds Concert Series (mai - octobre)
- Roswell Youth Day Parade and Festival (octobre)
- Keep Roswell Beautiful Duck Race (octobre)
- Roswell Annual Fireworks Extravaganza July 4 (juillet)

### Personnalités liées à la commune
- Martha Bulloch Roosevelt, la mère de Theodore Roosevelt (le 26e président des États-Unis) et la grand-mère d'Eleanor Roosevelt, était originaire de Roswell. Bulloch Hall était sa maison.
- Emily Dolvin, la tante de Jimmy Carter (le 39e président américain), a vécu à Roswell la majorité de sa vie et a été la présidente inaugurale de la Société historique de Roswell.
- L'architecte Neel Reid y vécut et y mourut en 1926.
- Le comédien Jeff Foxworthy était client fréquent à l'un des bars populaires de Roswell, The Southern Skillet, où il a vécu dans les années 1990.
- Dale Murphy, a vécu à Roswell dans les années 1980[12].
- En 2006, Tom Price a été réélu pour un second mandat à la Maison des Représentants des États-Unis pour servir les membres du Congrès du 6e arrondissement du Congrès de Géorgie, le quartier qui englobe la plupart de Roswell.
- Karen Handel, la secrétaire d'État de Géorgie, réside dans Roswell.
- Jerome Bettis, le speaker de NBC Sports, y réside[13].
- Les parents de Christine Lakin actrice, viennent de la commune.
- Pitbull, rappeur, a vécu en famille d'accueil dans cette ville
- Demaryius Thomas, joueur de football américain y mourut en 2021.

## Sources